# Рзаев, Назим Асадулла оглы
Назим Асадулла оглы Рзаев (1925—2006) — азербайджанский дирижёр, Лауреат Государственной премии СССР (1980), Государственной премии АзССР (1974), народный артист Азербайджанской ССР (1977).
В 1964—1992 годах Н. Рзаев являлся художественным руководителем и главным дирижёром Азербайджанского Государственного Камерного оркестра имени Кара Караева.
Назим Рзаев являлся одним из самых активных пропагандистов оперно-симфонических, балетных и камерных сочинений азербайджанских композиторов, прекрасным интерпретатором произведений русских и западноевропейских классиков.

## Награды и премии
- орден «Знак Почёта» (9 июня 1959)
- Государственная премия Азербайджанской ССР (1974) — за постановку вокально-хореографической поэмы «Сказание о Насими»[1]
- Почётная грамота Президиума Верховного Совета Азербайджанской ССР (9 декабря 1996, 7 июля 1967, 24 февраля 1979[2], 14 июня 1985).